# Anna Sofia di Schwarzburg-Rudolstadt
Anna Sofia di Schwarzburg-Rudolstadt (Rudolstadt, 9 settembre 1700 – Römhild, 11 dicembre 1780) è stata una principessa di Schwarzburg-Rudolstadt ed una duchessa consorte di Sassonia-Coburgo-Saalfeld.

## Biografia

### Infanzia

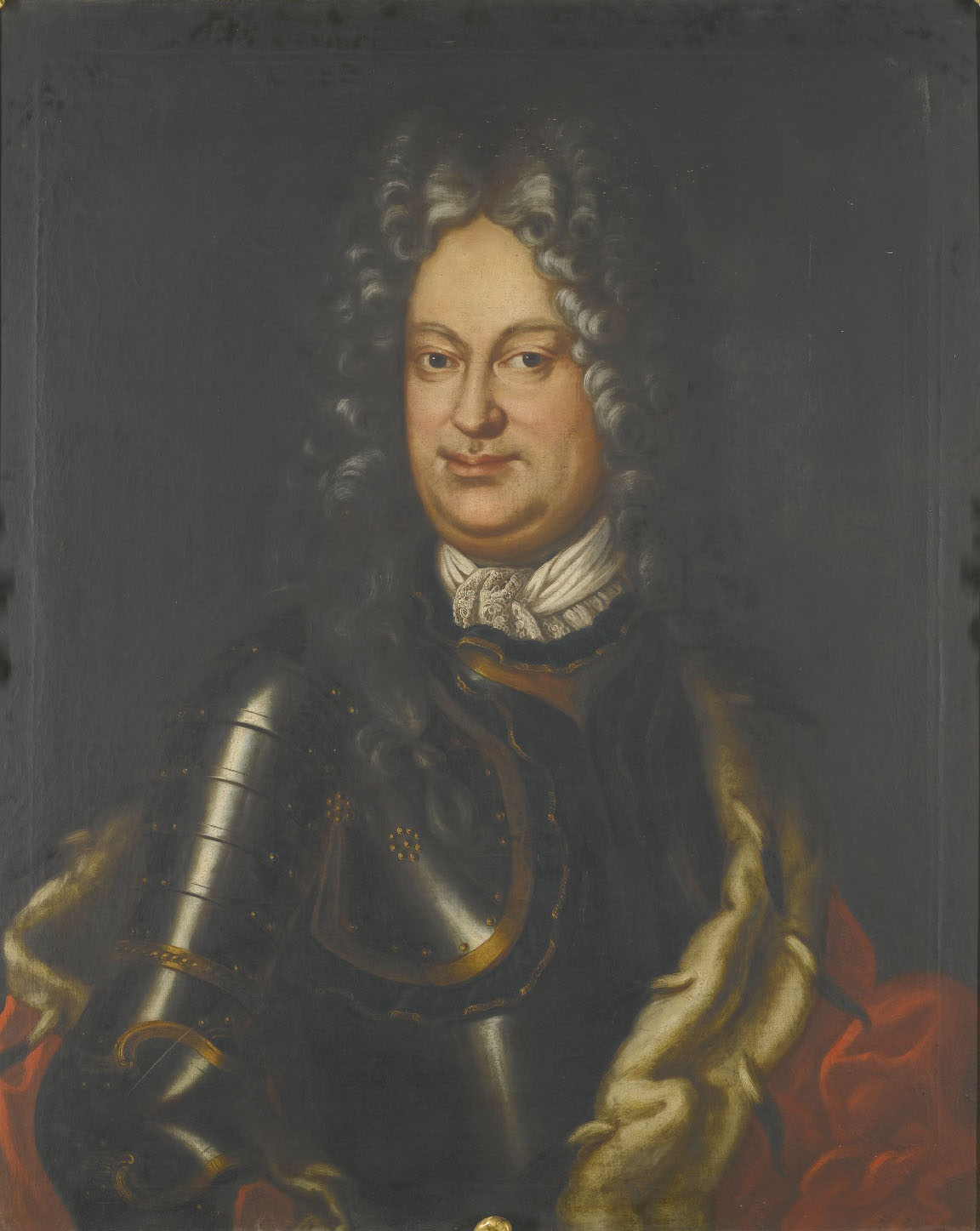
Luigi Federico I di Schwarzburg-Rudolstadt

Anna Sofia era figlia del principe Luigi Federico I di Schwarzburg-Rudolstadt (1667-1718), e di sua moglie Anna Sofia, figlia del duca Federico I di Sassonia-Gotha-Altenburg.

### Matrimonio

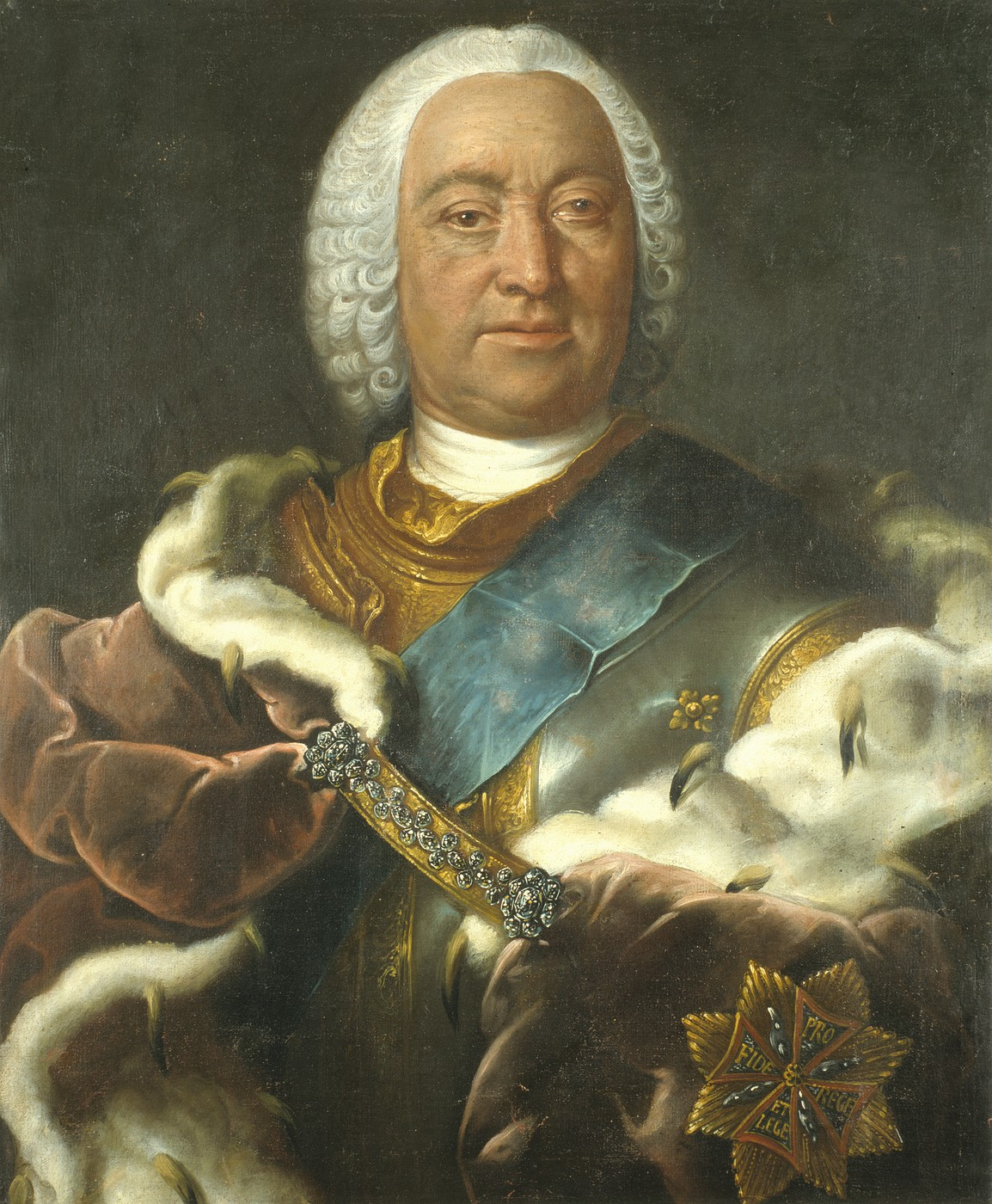
Francesco Giosea di Sassonia-Coburgo-Saalfeld

A Rudolstadt, il 2 gennaio 1723 sposò Francesco Giosea, che nel 1745 divenne duca di Sassonia-Coburgo-Saalfeld. Queste nozze seguivano quelle celebrate tre anni prima dal fratello di Anna Sofia, Federico Antonio con la sorella di Francesco Giosea, Sofia Guglielmina. Si trattò di un duplice matrimonio teso a garantire un legame politico tra i due stati, che comportò anche un legame religioso tra la Sassonia-Coburgo-Saalfeld e il tribunale ecclesiastico di Rudolstadt e che significò una promozione del pietismo in tutta la Sassonia-Coburgo-Saalfeld.

### Morte

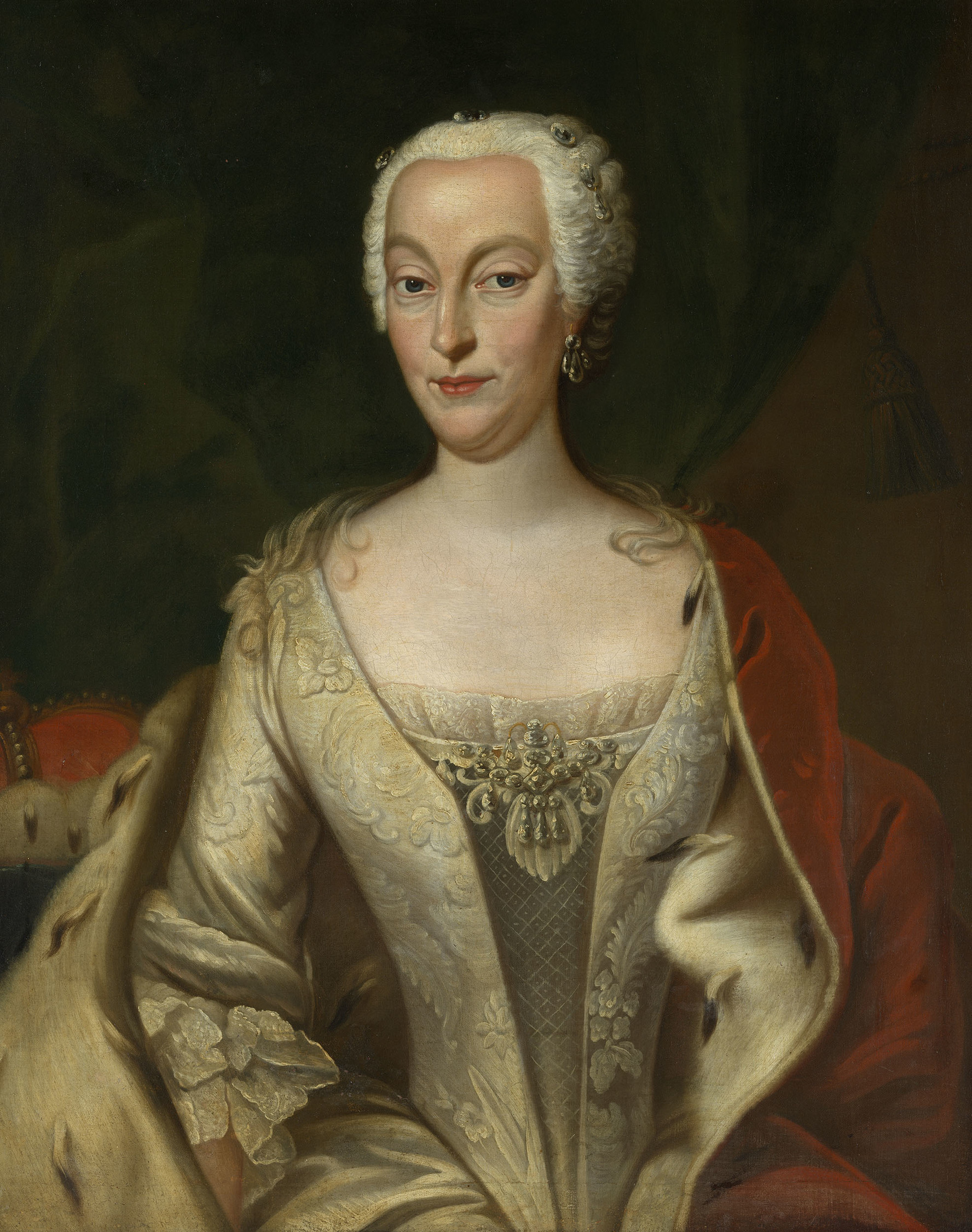
Anna Sofia, duchessa di Sassonia-Coburgo-Saalfeld

La Duchessa morì il 11 dicembre 1780 a Römhild.

## Discendenza
Dal matrimonio tra Anna Sofia e Francesco Giosea di Sassonia-Coburgo-Saalfeld nacquero i seguenti figli:
- Ernesto Federico (1724 –  1800), futuro duca di Sassonia-Coburgo-Saalfeld;
- Giovanni Guglielmo (1726 – 1745) (caduto il 4 giugno nella battaglia di Hohenfriedeberg)
- Cristiano Francesco (1730 – 1797);
- Carlotta Sofia (1731 –  1810), andata sposa nel 1755 al principe Luigi di Meclemburgo-Schwerin (1725 – 1778);
- Federica Carolina (1735 – 1791), andata sposa nel 1754 al margravio Carlo Alessandro di Brandeburgo-Ansbach;
- Federico Giosia (1734 – 1815), sposato con Teresa Stroffek e capostipite dei baroni di Rohmann.

## Ascendenza
|                                            |                                       |                                        | Genitori                                   |  |  | Nonni |  |  | Bisnonni                                |  |  | Trisnonni                             |  |
|                                            |                                       |                                        |                                            |  |  |       |  |  | Luigi Günther di Schwarzburg-Rudolstadt |  |  | Alberto VII di Schwarzburg-Rudolstadt |  |
|                                            |                                       |                                        |                                            |  |  |       |  |  | Luigi Günther di Schwarzburg-Rudolstadt |  |  | Alberto VII di Schwarzburg-Rudolstadt |  |
|                                            |                                       | Giuliana di Nassau-Dillenburg          |                                            |  |  |       |  |  | Luigi Günther di Schwarzburg-Rudolstadt |  |  |                                       |  |
| Alberto Antonio di Schwarzburg-Rudolstadt  |                                       |                                        |                                            |  |  |       |  |  | Luigi Günther di Schwarzburg-Rudolstadt |  |  |                                       |  |
|                                            |                                       | Emilia di Oldenburg                    | Antonio II di Oldenburg                    |  |  |       |  |  |                                         |  |  |                                       |  |
|                                            |                                       | Emilia di Oldenburg                    | Antonio II di Oldenburg                    |  |  |       |  |  |                                         |  |  |                                       |  |
|                                            |                                       | Emilia di Oldenburg                    | Sibilla Elisabetta di Brunswick-Dannenberg |  |  |       |  |  |                                         |  |  |                                       |  |
| Luigi Federico I di Schwarzburg-Rudolstadt |                                       | Emilia di Oldenburg                    |                                            |  |  |       |  |  |                                         |  |  |                                       |  |
|                                            |                                       | Alberto Federico di Barby-Mühlingen    | Jost di Barby-Mühlingen                    |  |  |       |  |  |                                         |  |  |                                       |  |
|                                            |                                       | Alberto Federico di Barby-Mühlingen    | Jost di Barby-Mühlingen                    |  |  |       |  |  |                                         |  |  |                                       |  |
|                                            |                                       | Alberto Federico di Barby-Mühlingen    | Sofia di Schwarzburg-Rudolstadt            |  |  |       |  |  |                                         |  |  |                                       |  |
| Emilia Giuliana di Barby-Muehlingen        |                                       | Alberto Federico di Barby-Mühlingen    |                                            |  |  |       |  |  |                                         |  |  |                                       |  |
|                                            |                                       | Ursula di Oldenburg-Delmenhorst        | Antonio II di Oldenburg-Delmenhorst        |  |  |       |  |  |                                         |  |  |                                       |  |
|                                            |                                       | Ursula di Oldenburg-Delmenhorst        | Antonio II di Oldenburg-Delmenhorst        |  |  |       |  |  |                                         |  |  |                                       |  |
|                                            |                                       | Ursula di Oldenburg-Delmenhorst        | Sibilla Elisabetta di Brunswick-Lunenburg  |  |  |       |  |  |                                         |  |  |                                       |  |
| Anna Sofia di Schwarzburg-Rudolstadt       |                                       | Ursula di Oldenburg-Delmenhorst        |                                            |  |  |       |  |  |                                         |  |  |                                       |  |
|                                            | Ernesto I di Sassonia-Gotha-Altenburg | Giovanni di Sassonia-Weimar            |                                            |  |  |       |  |  |                                         |  |  |                                       |  |
|                                            | Ernesto I di Sassonia-Gotha-Altenburg | Giovanni di Sassonia-Weimar            |                                            |  |  |       |  |  |                                         |  |  |                                       |  |
|                                            | Ernesto I di Sassonia-Gotha-Altenburg | Dorotea Maria di Anhalt                |                                            |  |  |       |  |  |                                         |  |  |                                       |  |
| Federico I di Sassonia-Gotha-Altenburg     | Ernesto I di Sassonia-Gotha-Altenburg |                                        |                                            |  |  |       |  |  |                                         |  |  |                                       |  |
|                                            |                                       | Elisabetta Sofia di Sassonia-Altenburg | Giovanni Filippo di Sassonia-Altenburg     |  |  |       |  |  |                                         |  |  |                                       |  |
|                                            |                                       | Elisabetta Sofia di Sassonia-Altenburg | Giovanni Filippo di Sassonia-Altenburg     |  |  |       |  |  |                                         |  |  |                                       |  |
|                                            |                                       | Elisabetta Sofia di Sassonia-Altenburg | Elisabetta di Brunswick-Wolfenbüttel       |  |  |       |  |  |                                         |  |  |                                       |  |
| Anna Sofia di Sassonia-Gotha-Altenburg     |                                       | Elisabetta Sofia di Sassonia-Altenburg |                                            |  |  |       |  |  |                                         |  |  |                                       |  |
|                                            |                                       | Augusto di Sassonia-Weissenfels        | Giovanni Giorgio I di Sassonia             |  |  |       |  |  |                                         |  |  |                                       |  |
|                                            |                                       | Augusto di Sassonia-Weissenfels        | Giovanni Giorgio I di Sassonia             |  |  |       |  |  |                                         |  |  |                                       |  |
|                                            |                                       | Augusto di Sassonia-Weissenfels        | Maddalena Sibilla di Hohenzollern          |  |  |       |  |  |                                         |  |  |                                       |  |
| Maddalena Sibilla di Sassonia-Weissenfels  |                                       | Augusto di Sassonia-Weissenfels        |                                            |  |  |       |  |  |                                         |  |  |                                       |  |
|                                            |                                       | Anna Maria di Mecleburgo-Schwerin      | Adolfo Federico I di Meclemburgo-Schwerin  |  |  |       |  |  |                                         |  |  |                                       |  |
|                                            |                                       | Anna Maria di Mecleburgo-Schwerin      | Adolfo Federico I di Meclemburgo-Schwerin  |  |  |       |  |  |                                         |  |  |                                       |  |
|                                            |                                       | Anna Maria di Mecleburgo-Schwerin      | Anna Maria della Firsia Orientale          |  |  |       |  |  |                                         |  |  |                                       |  |
|                                            |                                       | Anna Maria di Mecleburgo-Schwerin      |                                            |  |  |       |  |  |                                         |  |  |                                       |  |

## Titoli e trattamento
- 9 settembre 1700 – 2 gennaio 1723: Sua Altezza Serenissima, la principessa Anna Sofia di Schwarzburg-Rudolstadt
- 2 gennaio 1723 - 16 settembre 1764: Sua Altezza Reale, la Duchessa di Sassonia-Coburgo-Saalfeld
- 16 settembre 1764 - 11 dicembre 1780: Sua Altezza Reale, la Duchessa Madre di Sassonia-Coburgo-Saalfeld